# Arthur Barking
Arthur Barking, född 18 november 1891 i Oslo, död 6 maj 1949, var en norsk skådespelare, scenograf och inspicient.

## Filmografi
Skådespelare
- 1917 – De forældreløse
- 1918 – Vor tids helte
- 1919 – Æresgjesten
- 1919 – Historien om en gut
- 1920 – Kaksen paa Øverland
- 1926 – Simen Mustrøens besynderlige opplevelser
- 1927 – Fjeldeventyret
- 1927 – Sju dagar för Elisabeth
- 1932 – Fantegutten
- 1939 – Valfångare
- 1943 – Den nye lægen

Scenografi
- 1926 – Vägarnas kung
- 1937 – Tattarbruden